# Partit Demòcrata Hongarès Independent
El Partit Demòcrata Hongarès Independent (en hongarès Független Magyar Demokrata Párt, FMDP) va ser un partit polític actiu durant l'etapa posterior a la Segona Guerra Mundial, formant part del Front Popular Patriòtic.

## Història
El partit es va fundar el 20 de juliol de 1947, poc abans de les eleccions d'aquell any, com a una escissió del Partit Independent de Petits Propietaris (FKgP). El seu líder era István Balogh, un sacerdot i periodista que havia estat Secretari General del FKgP i secretari d'Estat del Gabinet del Primer Ministre, com a tal, havia presentat la proposta de declaració de guerra a l'Alemanya nazi i va ser un dels signants del tractat d'armistici a Moscou. Així, ell i la facció que representava van formar el nou liberal FMDP, apropant-se als comunistes amb l'objectiu comú de debilitar al KFgP, tot i oposar-se al programa del MKP. El partit es va centrar en els interessos de la classe mitjana urbana i dels intel·lectuals a Budapest, amb prou feines disposava d'organitzacions i branques en l'àmbit rural.
A les eleccions del mateix any el partit va obtenir el 5,25% dels vots i 18 escons, mantenint-se a l'oposició. Malgrat tot, el FMDP va donar suport extern al pla triennal dels comunistes, rebutjant però la nacionalització dels bancs. En una complicada situació entre l'oposició dura del FKgP i el governant Bloc d'Esquerra, el partit es va debilitar, apostant finalment per aliar-se amb els comunistes en el nou Front Popular Patriòtic per a les eleccions de 1949. En aquestes, el FMDP va reduir els seus suports amb només 10 diputats. Després d'aquestes, Balogh va renunciar al seu escó parlamentari el 8 de juny de 1951.
Més endavant, el partit va renéixer a Budapest el 5 de maig de 1989. István Neff, fillol del difunt Balogh, va ser escollit líder del partit, sent substituït l'any següent pel periodista i responsable esportiu Gyula Kovár. El nou FMDP va donar suport al govern reformista de Miklós Németh, oposant-se a la dissolució del parlament. Posteriorment, va participar en les eleccions de 1990 de manera independent dins de l'Aliança Nacional de Partits de Centre (CPNSZ), juntament amb el Partit Radical Hongarès i el Partit Socialdemòcrata Hongarès. Tot i la suma de forces van obtenir només un 0,06% dels vots.
Al 1993 el diputat Imre Kőrösi, que va ser expulsat del Fòrum Democràtic Hongarès (MDF), es va unir a l'FMDP, proporcionant representació parlamentària al partit. Amb el paper de Kőrösi com a líder adjunt, el FMDP va guanyar més protagonisme, però a les eleccions de l'any següent va rebre encara menys suport amb el 0,04% dels vots. Després del fracàs, Kőrösi va abandonar el partit.
A les eleccions de 1998 el partit va optar per unir-se a la coalició extraparlamentària Unió per Hongria, aconseguint el 0,19% dels vots. Finalment, a les eleccions de 2002 el partit només va tenir capacitat per presentar un candidat a Budapest que va obtenir 531 vots. El partit no va participar en les dues eleccions següents, com a conseqüència es va dissoldre el 28 de gener de 2011.

## Resultats electorals
| Any  | Resultats                            | Resultats                            | Resultats | Resultats | Govern            |
| Any  | Vots                                 | %                                    | Escons    | +/–       | Govern            |
| ---- | ------------------------------------ | ------------------------------------ | --------- | --------- | ----------------- |
| 1947 | 262,109                              | 5.25% (#7)                           | 18 / 411  | Nou       | Suport extern     |
| 1949 | Dins del MFN                         | Dins del MFN                         | 10 / 402  | 8         | Coalició          |
|      |                                      |                                      |           |           |                   |
| 1990 | 2,954                                | 0.06%                                | 0 / 386   |           | Extraparlamentari |
| 1994 | 2,366                                | 0.04%                                | 0 / 386   | =         | Extraparlamentari |
| 1998 | Dins de la coalició Unió per Hongria | Dins de la coalició Unió per Hongria | 0 / 386   | =         | Extraparlamentari |
| 2002 | 531                                  | 0.01%                                | 0 / 386   | =         | Extraparlamentari |